# Velikoandamanski jezici
Velikoandamanski jezici, jedna od dviju glavnih skupina andamanskih jezika, danas gotovo izumrlih, koji su se govorili na Andamanskim otocima pred indijskom obalom. Skupina je podijeljena na dvije glavne podskupine, viz.:
a) centralni velikoandamanski jezici (6): a-pucikwar [apq], aka-bea [abj], aka-kede [akx], aka-kol [aky], akar-bale [acl], oko-juwoi [okj];
b. sjeverni velikoandamanski jezici: aka-bo [akm], aka-cari [aci], aka-jeru [akj], aka-kora [ack].

## Vanjske poveznice
- Ethnologue (14th)
- Ethnologue (15th)